# Jimmy Hayward
Pour les articles homonymes, voir Hayward.
Jimmy Hayward (né le 17 septembre 1970 à Kingston, dans l'Ontario) est un réalisateur, scénariste et animateur de nationalité canadienne et américaine.

## Filmographie

### Comme réalisateur
- 2008 : Horton réalisateur avec Steve Martino
- 2010 : Jonah Hex
- 2013 : Drôles de dindes

### Comme scénariste
- 1999 : Toy Story 2 (collaborateur au scénario)
- 2005 : Robots (directeur de séquences et consultant de l’histoire)
- 2013 : Drôles de dindes (avec Scott Mosier)

### Comme animateur
- 1994 : ReBoot (animateur)
- 1995 : Toy Story (animateur)
- 1998 : 1 001 pattes (A Bug's Life) (animateur)
- 1999 : Toy Story 2 (animateur)
- 2001 : Monstres et Cie (Monsters, Inc.) (animateur)
- 2002 : La Nouvelle Voiture de Bob (Mike's New Car) (animateur)
- 2003 : Le Monde de Nemo (Finding Nemo) (animateur)